# Alojz Mako
Alojz Mako (24. června 1925 – 29. března 1969) byl slovenský a československý politik Komunistické strany Slovenska a poúnorový poslanec Národního shromáždění ČSSR.

## Biografie
Ve volbách roku 1960 byl zvolen za KSS do Národního shromáždění ČSSR za Západoslovenský kraj. V Národním shromáždění zasedal až do konce volebního období parlamentu, tedy do voleb v roce 1964.
V roce 1956 se jistý Alojz Mako stal předsedou JZD v obci Čakajovce, místní obyvatel, který předtím pracoval jako úkolář v podniku Armabetón a dobrovolně odešel do zemědělství. V roce 1960 zasedal v radě MNV v Čakajovcích. Zemřel náhle dne 29. března 1969 a jeho pohřeb se konal za velké účasti obyvatelstva.